# David Bronstein

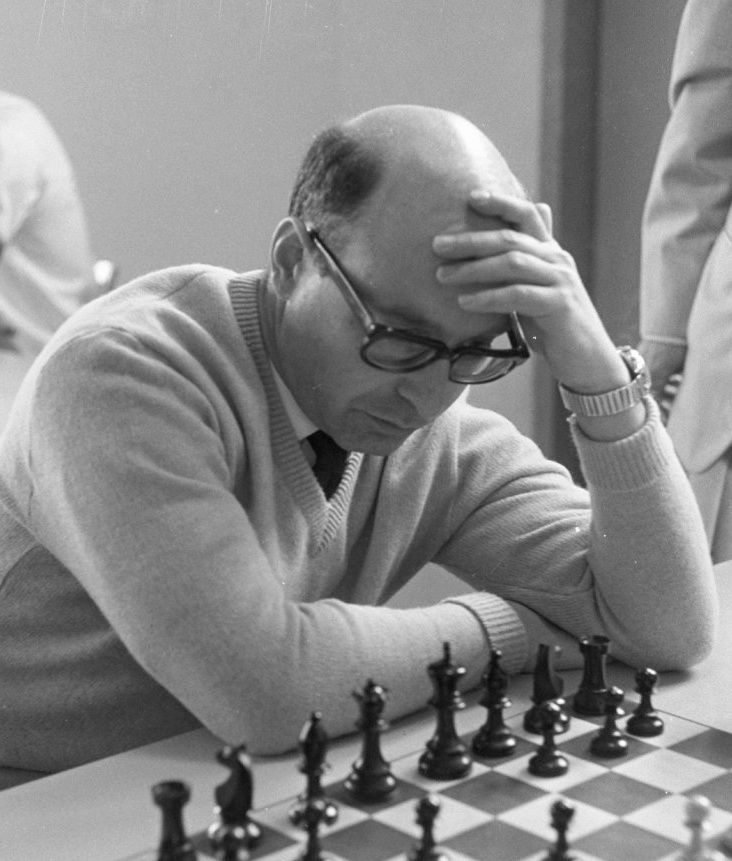
David Bronstein, 1968

David Joenovitsj Bronstein (Russisch: Давид Ионович Бронштейн) (Bila Tserkva, 19 februari 1924 - Minsk, 5 december 2006) was een Joods-Oekraïense schaker en grootmeester.

## Biografie
In 1940 was Bronstein een van de jongste schaakmeesters van de Sovjet-Unie. Bronstein werd in 1948 en 1949 kampioen van de Sovjet-Unie. In 1948 won hij het eerste Interzonale toernooi in Saltsjöbaden. In 1950 won hij samen met Isaak Boleslavski het eerste kandidatentoernooi in Boedapest. De beslissingsmatch met Boleslavsky eindigde in een 6½-5½ overwinning voor Bronstein. Deze mocht daarna in 1951 aantreden tegen Michail Botvinnik voor een match om het wereldkampioenschap. De match eindigde in 12-12, waarmee titelverdediger Botvinnik wereldkampioen bleef. Het gerucht, nimmer bevestigd door enig bewijs, doet sindsdien de ronde dat Bronstein onder druk van de Sovjetleiders de titel niet mocht halen. In 1955 won hij het Interzonale toernooi te Göteborg met 15 punten uit 20 ronden. In 1956 speelde Bronstein mee in het kandidatentoernooi te Amsterdam en werd daar gedeeld derde. In 1975 won hij het grote toernooi te Hastings.
Meer nog dan door zijn resultaten trok Bronstein de aandacht door zijn speelstijl. Hij was altijd op zoek naar schoonheid en zijn partijen blinken uit door creativiteit en taktische vondsten. In 1996 speelde Bronstein remise tegen het schaakcomputerprogramma Deep Blue junior. Hij gaf een toren en een paard en aan het eind forceerde Bronstein met een toren en een pion achter gemakkelijk remise door eeuwig schaak. Ook in Den Haag tijdens enkele Aegon-toernooien 'mens-computer' versloeg hij nog menig computerprogramma. In 1997, tijdens het Essent-toernooi te Hoogeveen, bewees Bronstein op 73-jarige leeftijd in een partij tegen Richard Vedder nog steeds creatief te kunnen spelen.

## Bronsteingambiet
| 8 | rd               | nd | bd | qd | kd | bd |    | rd |
| 7 | pd               | pd | pd | pd | pd | pd | pd | pd |
| 6 |                  |    |    |    |    | nd |    |    |
| 5 |                  |    |    |    |    |    |    |    |
| 4 |                  |    |    | pl |    |    | pl |    |
| 3 |                  |    |    |    |    |    |    |    |
| 2 | pl               | pl | pl |    | pl | pl |    | pl |
| 1 | rl               | nl | bl | ql | kl | bl | nl | rl |
|   | a                | b  | c  | d  | e  | f  | g  | h  |
|   | Bronsteingambiet |    |    |    |    |    |    |    |

Bronstein heeft een opening op zijn naam staan, namelijk het Bronsteingambiet: 1.d4 Pf6 2.g4 (diagram).
Bronstein speelde bijna alle openingen; de meest gespeelde zijn de Siciliaanse en de Spaanse opening. Ook was hij een groot kenner van het Koningsindisch.